# Nanotubo de carbono

Representação esquemática de um nanotubo de carbono

Os nanotubos de carbono ou NTC (em inglês: Carbon nanotubes ou CNTs) são alótropos do carbono com geometria cilíndrica. Estes cilíndros de moléculas de carbono possuem propriedades incomuns e que são de altíssimo valor no campo da nanotecnologia, eletrônica, óptica e outros campos tecnológicos da ciência dos materiais. Particularmente, devido as suas extraordinárias propriedades de condução térmica, mecânica e elétrica, os nanotubos de carbono podem ter aplicações que possibilitem inúmeras melhorias nas estruturas dos materiais.
Nanotubos são membros da família estrutural do fulereno, que também inclui o buckminsterfulereno, de geometria esférica. As extremidades dos nanotubos podem ser cobertas com um hemisfério de fulerenos. Nanotubos são estruturas ocas, formadas por paredes cujas espessuras individuais são aproximadamente iguais às de uma folha isolada de grafeno. Estas folhas podem ser enroladas em diferentes orientações da rede cristalina, chamada de quiralidade, e a combinação do ângulo de rolamento e raio determina geometria única de um nanotubo, o que determinará se um nanotubo pode ser metálico ou semicondutor.
Nanotubos de carbono são classificados também como nanotubos de parede única (Single-Walled Nanotubes, SWNTs) ou nanotubos de múltiplas paredes (Multi-Walled Nanotubes, MWNTs).
Naturalmente, nanotubos individuais tendem a se agruparem em forma de feixes, contendo inúmeros nanotubos aderidos uns aos outros. Esse fenômeno é explicado pelas Forças de Van der Waals.
Devido à elevada curvatura dos nanotubos de carbono, especialmente os de menores diâmetros, a hibridização de orbitais eletrônicos apresenta níveis de energia frequentemente intermediários entre orbitais sp² e sp³. Tais ligações são mais fortes do que as ligações σ de hibridização sp3 , encontradas em alcanos, provendo aos nanotubos resistência mecânica incomum, quando comparada à maioria dos materiais.

## Tipos de nanotubos de carbono e estruturas relacionadas

### Terminologia
Não há consenso sobre alguns termos que descrevem os nanotubos de carbono na literatura científica: tanto o "-wall" como o "-walled" são utilizados em combinação com single, double, triple ou mesmo multi, e a letra C é muitas vezes omitida na sigla; por exemplo, os nanotubos de parede múltiplas (multi-walled carbon nanotubes, MWNTs).

### Single-walled

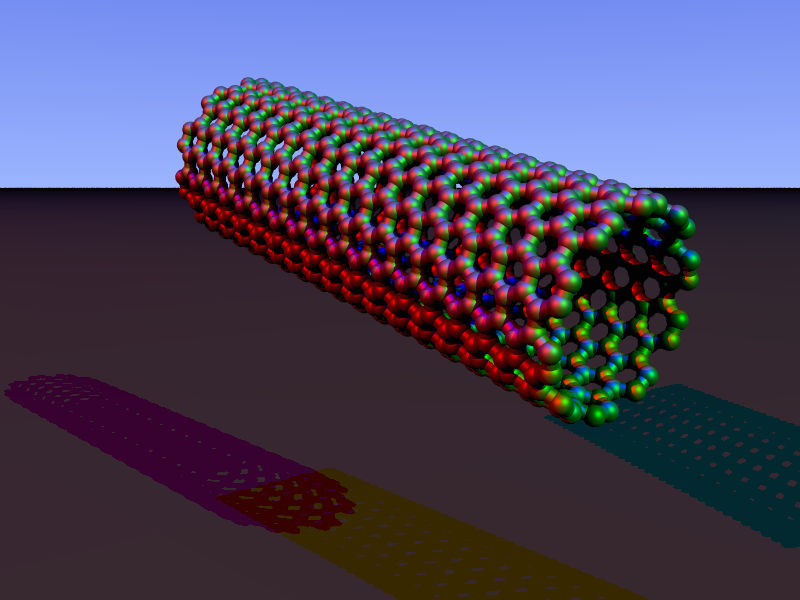
Armchair (n,n)
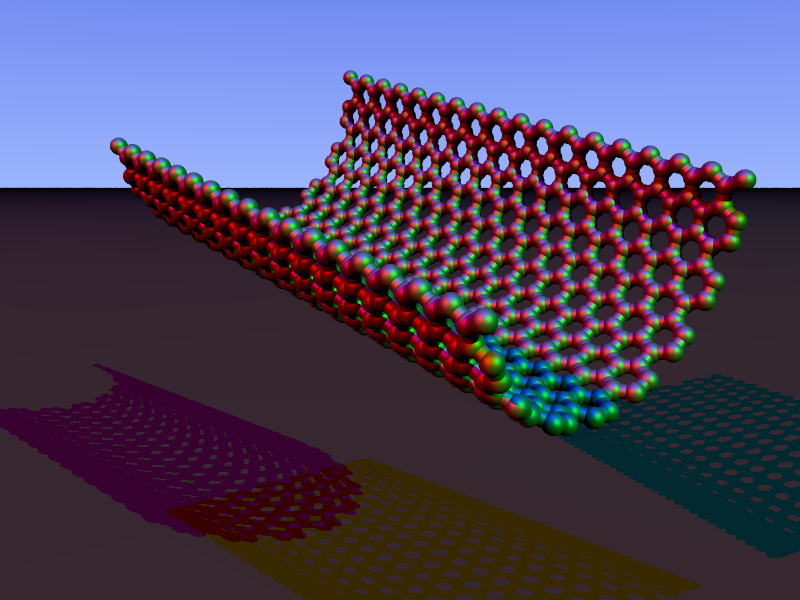
O vetor de translação é dobrado, enquanto o vetor quiral fica em linha reta
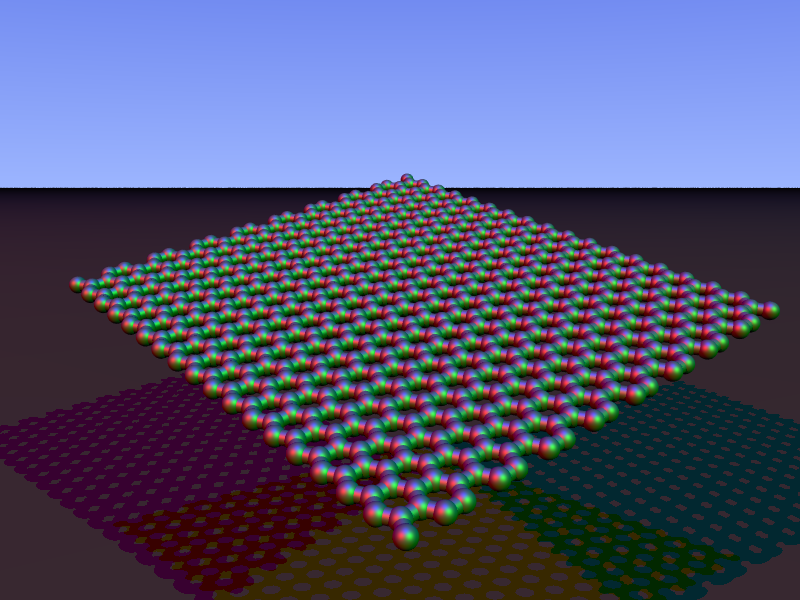
Nanofita de Grafeno
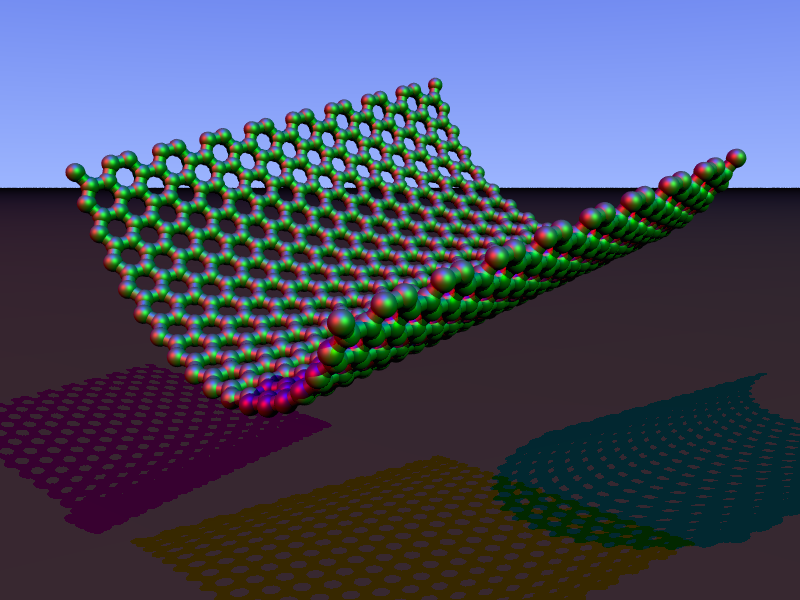
O vertor quiral está dobrado, enquanto a translação do vetor fica em linha reta
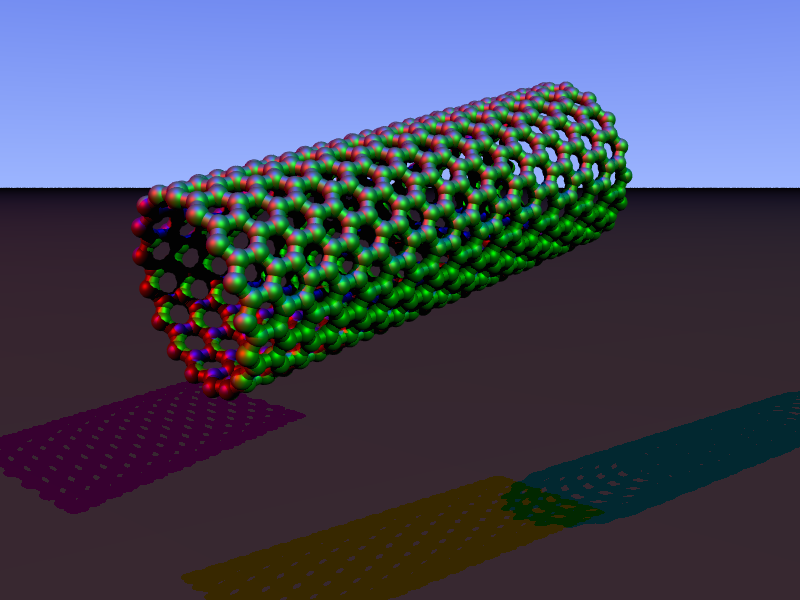
Zigzag (n,0)
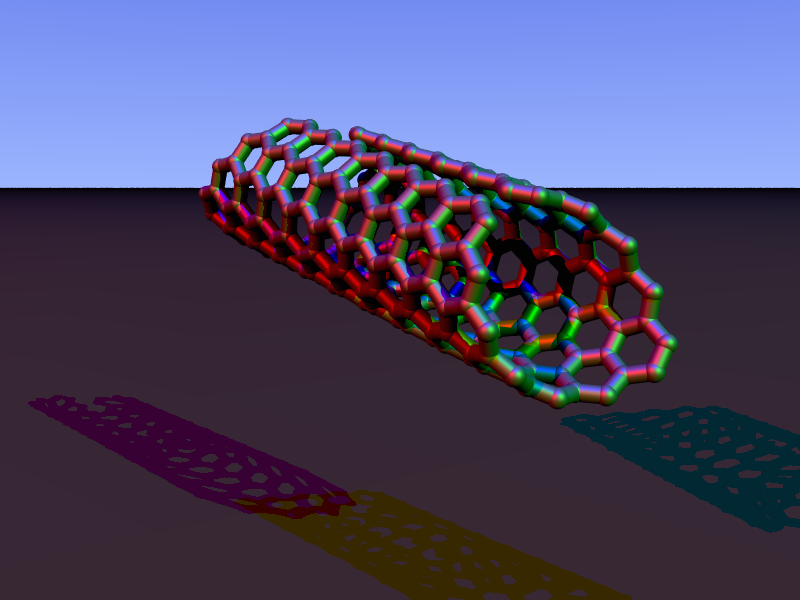
Quirais (n,m)
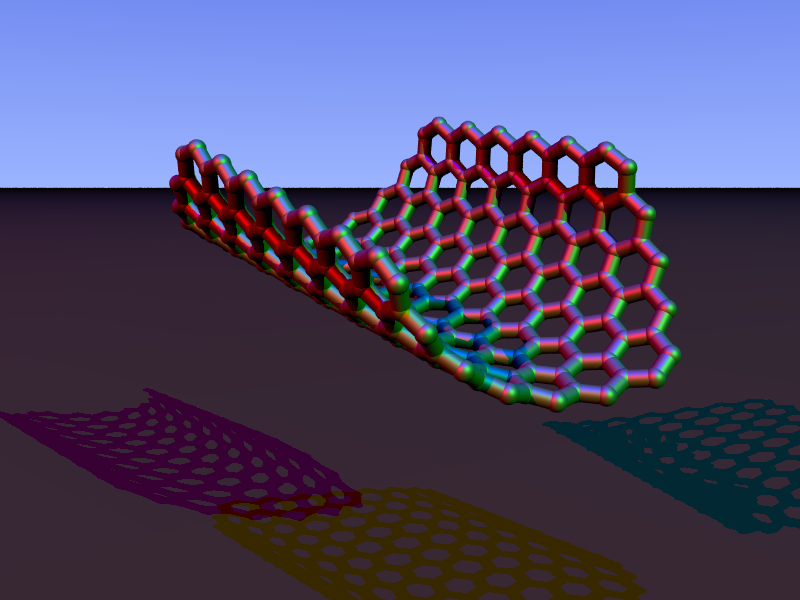
n e m pode ser contado no final do tubo
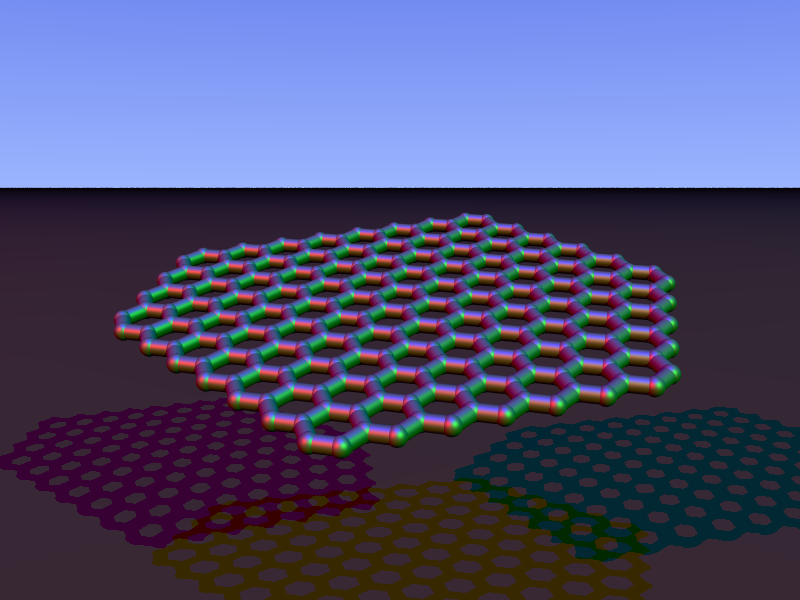
Nanofita de carbono

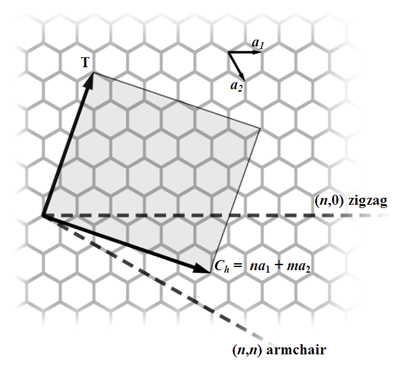
O esquema de nomeação de nanotubos (n,m) pode ser pensado como um vetor (C_{h}) em uma folha de grafeno infinita que descreve como o "roll up" da folha de grafeno pode fazer com o nanotubo. T indica o eixo do tubo, e a _{1} e a_{2} são vetores unitários do grafeno no espaço

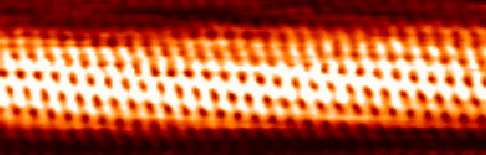
Uma imagem de microscopia de tunelamento da parede do nanotubo de carbono

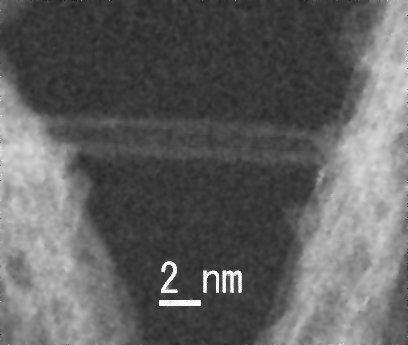
Uma imagem de microscopia eletrônica de transmissão de uma única parede do nanotubo de carbono

A maioria dos nanotubos de parede únicas (SWNT) tem um diâmetro medindo cerca de 1 nanometro, com o comprimento do tubo que pode ser muitas milhões de vezes maior. A estrutura de um SWNT pode ser conceituada envolvendo uma camada de átomos de espessura do grafite chamada de grafeno, enrolada na forma de em um cilindro. A forma como a folha de grafeno fica envolvida é representada por um par de índice (n, m). Os inteiros n e m denotam o número de vezes que se multiplica cada um dos vetores de base ao longo de duas direções rede cristalina da grafeno, em forma de favos de mel. Se m = 0, os nanotubos são chamados de nanotubos zigzag, e se n = m, os nanotubos são chamados de nanotubos de armchair. Caso contrário, eles são chamados de quirais. O diâmetro de um nanotubo ideal (perfeito) pode ser calculado a partir de seu par de índices (n, m)
{\displaystyle d={\frac {a}{\pi }}{\sqrt {(n^{2}+nm+m^{2})}}.}
onde a = 0,246 nm. Um SWNT não suportado tem um diâmetro entre 0,4 e 6 nanómetros e um comprimento variável de até vários micrómetros.
SWNT é uma importante variedade de nanotubos de carbono porque a maioria das suas propriedades mudam significativamente com os valores (n, m) (veja Kataura plot). Em particular, o seu intervalo de energia da banda proibida pode variar de zero a cerca de 2 eV e sua condutividade elétrica pode apresentar um comportamento metálico ou de um semicondutor.
Há muito tempo investiga-se se os nanotubos de parede única poderiam contribuir em redução ainda maior nas dimensões de circuitos eletrônicos nanométricos. Um dos blocos de construção mais simples deste sistema são nanofios de cobre e de ouro, e os nanotubos de carbono metálicos (m-SWNT) são excelentes condutores balísticos. Porém, apesar de um grande número de trabalhos investigando a temática, ainda não foi possível obter reprodutibilidade para tal tecnologia, inviabilizando a obtenção em escala industrial.
Investigações sobre a aplicações de nanodispositivos eletrônicos em sistemas vivos levaram à obtenção de um transistor de efeito de campo (FET) intramolecular e posteriormente, uma porta lógica intramolecular. Para criar uma porta lógica é necessário um FET de canal p (p-FET) e um de canal n (n-FET). Isso se deve ao fato de que os nanotubos de carbono de parede única serem p-FETs quando expostos ao oxigênio e n-FET em outros ambientes químicos. Isso possibilita a proteção da apenas metade de um nanotubo de carbono da exposição ao oxigênio, deixando a outra parte exposta a este gás. Portanto, nestas condições, um único SWNT comporta-se como uma porta lógica NOT, dentro de uma mesma molécula.
Nanotubos de parede única tornaram-se gradativamente mais baratos, custando cerca de US$ 1500 por grama no ano de 2000, para US$ 50 por grama pela forma como estão sendo produzidos, em grande escala, no ano de 2010. Tais valores também são bastante influenciados pelo percentual de pureza em teor de carbono e também pela qualidade estrutural do nanotubos, tendo em vista que após a síntese, são necessárias etapas complexas de purificação para a remoção de carbono amorfo e de partículas metálicas que ficam aderidas a uma das extremidades dos tubos, necessárias para o seu crescimento sobre o substrato.

### Nanotubos de múltiplas paredes

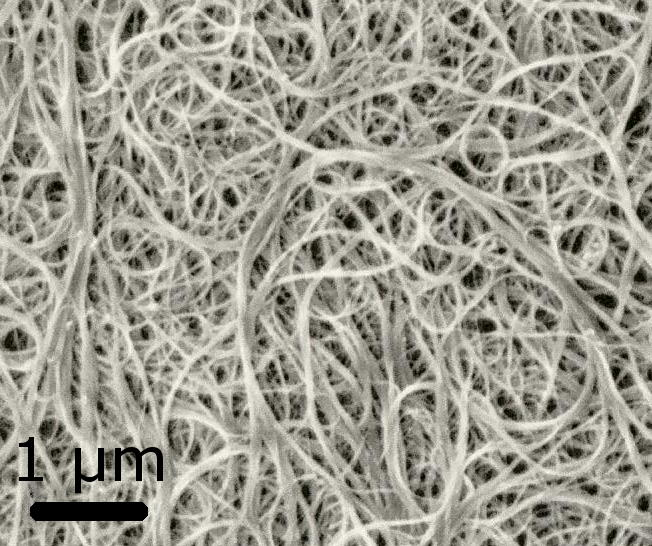
Imagem de um feixe de nanotubos de carbono através de microscopia eletrônica de varredura

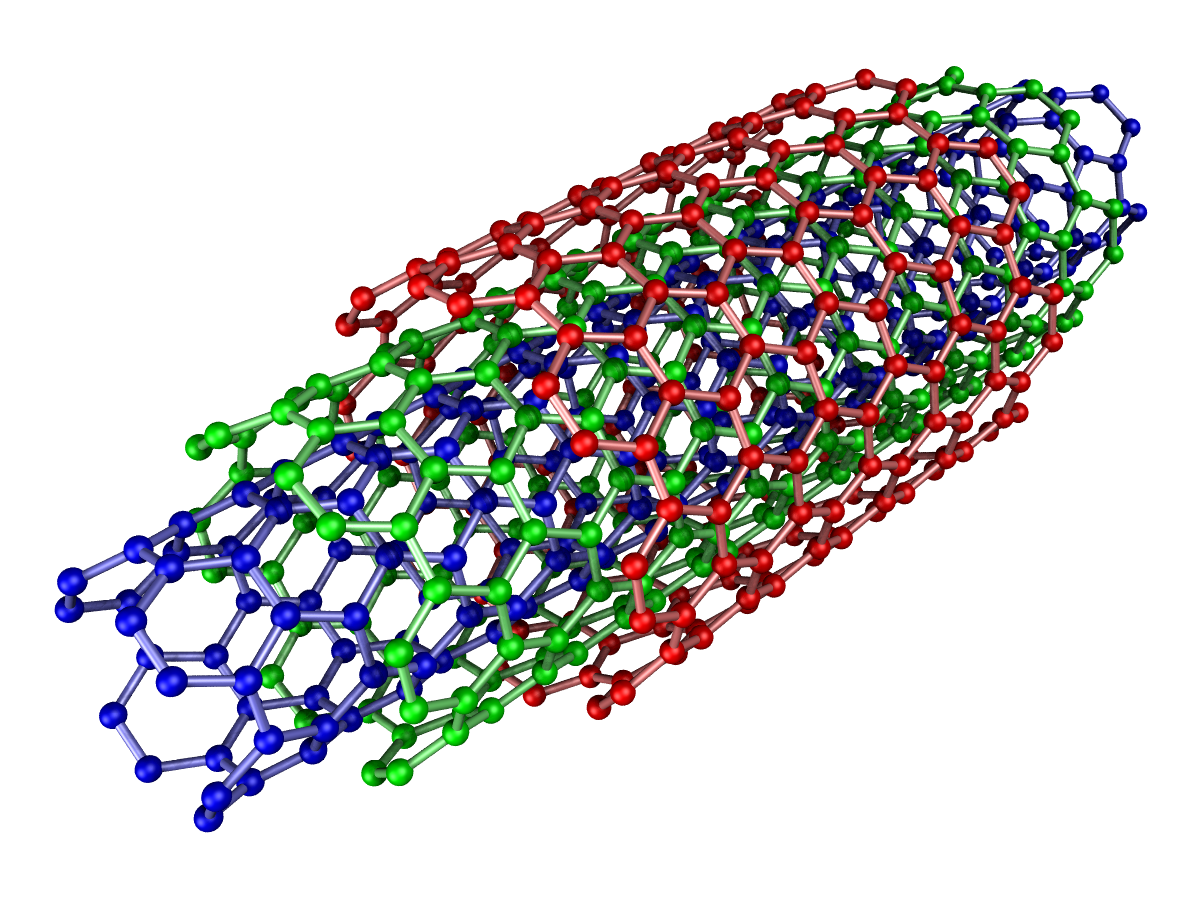
Nanotubos de carbono de parede tripla (Triple-walled CNT) em geometria armchair

Nanotubos de paredes múltiplas (MWNT) consistem de múltiplas camadas (tubos concêntricos) de grafite. Há dois modelos que podem ser utilizados para descrever a estrutura de nanotubos de paredes múltiplas. No modelo Russian Doll (matrioska), as folhas de grafite são dispostas em cilindros concêntricos, por exemplo, um nanotubo de parede única de geometria (8, 0) dentro de outro, de geometria (17, 0). No modelo Parchment, uma folha de grafite é enrolada em torno de si mesma, assemelhando-se a um rolo de jornal enrolado. A distância entre camadas em nanotubos de paredes múltiplas é aproximadamente a mesma que a do grafite, 3.4 Å. As folhas individuais podem ser descritas como nanotubos de carbono de parede única (SWNTs), podendo ser metálicos ou semicondutores.
Nanotubos de carbono de paredes duplas (DWNT) formam uma classe especial de nanotubos por sua morfologia e propriedades serem em alguns aspectos semelhantes às dos SWNTs, mas sua resistência aos produtos químicos é significativamente melhorada. Isso é especialmente importante quando as funcionalidades da superfície são necessárias. Isto significa acoplar funções químicas na superfície de nanotubos, adicionando novas propriedades ao CNT. Em nanotubos de carbono, as funcionalizações covalentes quebram algumas ligações duplas (C=C), resultando em defeitos estruturais, que modificando diversas de suas propriedades, sejam mecânicas, elétricas, térmicas, ópticas, dentre outras. No caso dos DWNT, somente a parede externa é modificada. A síntese de DWNTs em escala de gramas foi primeiramente relatada no ano de 2003 pela técnica de CCVD, a partir da redução seletiva de solução oxidada em metano e hidrogênio.

### Torus

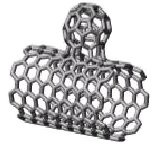
Exemplo de um nanobud de carbono, formado entre um nanotubo de de parede simples e um fulereno

Em tese, nanotorus seriam nanotubos de carbono em forma toroidal (forma de rosca). Através de cálculos teóricos, especula-se que nanotori possuiriam diversas propriedades incomuns, como valores incrivelmente elevados de momento de dipolo magnético e estabilidade térmica, dentre outras, em função do diâmetro. Porém, tais estruturas talvez sejam inviáveis de se obter experimentalmente, considerando-se dois graus de liberdade simultâneos de simetria axial envolvidas na geometria toroidal, isto é, as simetrias axiais de um nanotubo e de um toroide.

### Nanobud
Nanobud de carbono é um material oriundo da combinação de nanotubos de carbono e fulerenos, dois alótropos distintos do carbono, através de ligações covalentes entre as paredes de ambos. Tais estruturas apresentam aplicações potenciais na forma de antenas. Em materiais compósitos, as moléculas de fulereno fundidas aos nanotubos podem contribuir com a obtenção de propriedades mecânicas, eletrônicas e ópticas diferenciadas.

### Nanotubos de carbono Cup-stacked
Nanotubos de carbono Cup-stacked, do inglês Cup-stacked carbon nanotubes (CSCNTs), diferem de outras estruturas de carbono quasi-unidimensionais, que se comportam como estruturas quase metálicas, isto é, nanoestruturas semicondutoras. Isto se deve ao empilhamento de camadas de grafeno.

### Nanotubos de carbono extremos

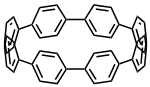
Cicloparafenileno

Segundo a literatura especializada, a observação do maior nanotubo de carbono, com 18,5 cm de comprimento, foi relatada em 2009. Tais nanotubos apresentaram uma razão de aspecto , isto é, a proporção entre comprimento e diâmetro, de aproximadamente 132.000.000:1, significativamente maior do que a de qualquer outro material conhecido. Este resultado refere-se a nanotubos sintetizados em substratos de silício, utilizando um método melhorado de deposição de vapor químico (CVD), resultando em nanotubos de paredes únicas ultra longas e eletricamente uniformes. Em oposição, o cicloparafenileno é considerado o menor nananotubo de carbono, cuja síntese foi relatada em 2009. Tal material constitui-se de uma molécula em forma de anel, constituída de múltiplos anéis aromáticos unidos entre si através de ligações simples.
O mais fino nanotubo de carbono é o CNT apoiado (2,2) com um diâmetro de 3Å. Este nanotubo foi obtido dentro de um nanotubo de carbono de paredes múltiplas. A atribuição da geometria deste nanotubo de carbono foi feita pela combinação de microscopia eletrônica de transmissão de alta resolução, Espectroscopia Raman e cálculos de teoria do funcional da densidade (DFT).
O nanotubo de carbono de parede simples mais fino e autônomo mede cerca de 4,3 Å de diâmetro. Pesquisadores sugeriram que ele poderia ser também um SWCNT de (5,1) ou (4,2) mas sua geometria (n, m) exata continua a ser questionado. Nanotubos de carbono de geometrias (3, 3), (4, 3) e (5, 1) , com aproximadamente 4 Å de diâmetro, foram anteriormente identificados com diâmetros semelhantes. Porém, esse erro foi corrigido com a microscopia eletrônica de transmissão de alta resolução. Tais nanotubos foram encontrados na camada interna de nanotubos de carbono de parede dupla.